# Anne Halkett

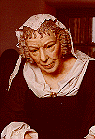
Anne Halkett, Figur in Abbot House, Dunfermline

Anne, Lady Halkett (geborene Murray, * etwa 1623; † 1699) war eine englische Schriftstellerin, die vor allem für ihre Autobiografie und ihre religiösen Schriften bekannt wurde.

## Leben
Halketts Vater Thomas Murray war zunächst Hauslehrer der Kinder von Jakob I, bevor er Provost am Eton College wurde. Ihre Mutter war Gouvernante am Hof Jakobs. Nach dem Tod von Thomas Murray wurde Anne Halkett von ihrer Mutter unterrichtet. Ihre Ausbildung umfasste die Französische Sprache, den Tanz, Medizin, Musik, Handarbeit, Religion und Chirurgie. Sie verfügte über eine umfangreiche religiöse Bildung, betete täglich, las die Bibel und war regelmäßige Kirchgängerin.
Ihre erste Beziehung hatte Halkett mit Thomas Howard, der zwar aus einer angesehenen Familie stammte, jedoch nicht wohlhabend war. Aus diesem Grund kam eine Heirat für beide Familien aus wirtschaftlichen Gründen nicht in Frage, was Halkett emotionale Probleme bereitete. Um sie von einer als unvernünftig empfundenen Entscheidung abzuhalten, ließ ihre Mutter eine Aufsichtsperson in ihrem Zimmer schlafen und verbot ihr, Howard zu treffen. Halkett fügte sich in die Anweisung ihrer Mutter und verabschiedete sich mit verbundenen Augen von Howard. Daraus resultierte jedoch ein Zerwürfnis mit ihrer Mutter, das über 14 Monate andauerte. Obwohl Howard gelobt hatte, niemals eine andere Frau zu heiraten, brach er dieses Versprechen später. Halkett beschrieb diese Ehe in ihren Schriften später als unglücklich.
Später hatte Halkett eine Beziehung mit dem Royalisten Colonel Joseph Bampfield. Gemeinsam mit ihm unternahm sie einige riskante Manöver für die Sache der Royalisten im Englischen Bürgerkrieg; so befreiten sie James, Duke of York (der später Jakob II. wurde) aus der Gefangenschaft, indem Halkett ihn als Frau verkleidete, und ermöglichten ihm die Flucht nach Den Haag. Halkett scheint unter dem Versprechen einer späteren Hochzeit mit Bampfield zusammen gelebt zu haben, der sich als Witwer ausgab; später erfuhr sie jedoch, dass seine Frau noch am Leben war.
Halkett praktizierte in Schottland als Medizinerin, bevor sie Gouvernante im Haushalt von Sir James Halkett wurde, einem Witwer mit zwei Töchtern. 1656 heiratete sie ihn. Während ihrer ersten Schwangerschaft schrieb sie The Mother's Will to her Unborn Child. Dieses Manuskript ist heute verloren. Halkett war mit Sir James zwanzig Jahre lang glücklich verheiratet. Nach seinem Tod reichten ihre finanziellen Mittel nicht aus, um ihre Familie zu versorgen, weshalb sie Kinder aus adligen Familien unterrichtete. Ihre wirtschaftliche Lage verbesserte sich, als Jakob II. ihr eine Rente für ihre Verdienste im Englischen Bürgerkrieg zusprach.
Bei ihrem Tod hinterließ Halkett 21 Folio- und Quarto-Manuskriptbände, die sie zwischen 1644 und den späten 1690er Jahren geschrieben hatte. Heute liegen diese in der National Library of Scotland.

## Werk
Halketts Werk umfasst eine ausführliche Autobiografie, die etwa 1677 entstand, religiöse Betrachtungen und die Instructions for Youth („Unterweisungen für die Jugend“). Sie empfand ihr Schreiben, in dem sie ihre Lektüre, ihre Träume und ihre Hoffnungen für ihre Kinder reflektierte, sowohl als Teil ihrer alltäglichen Verpflichtungen als auch als Vergnügen. Ihre religiösen Schriften scheinen über einen Zeitraum von 55 Jahren hinweg zwischen 1644 und 1699 entstanden zu sein.
Halketts Autobiografie (die je nach Ausgabe als Autobiography oder Memoirs betitelt ist) gilt als offenherzige Aufzeichnung persönlicher Erlebnisse und politischer Ereignisse während des Englischen Bürgerkriegs. Sie soll zwischen 1677 und 1678 entstanden sein. Halkett liefert darin einen ausführlichen Bericht über ihre Beziehungen zu Männern und ihre Heirat. Sie zeichnet sich durch eine spannungsgeladene Erzählweise aus, bei der Dialogszenen dazu eingesetzt werden, sowohl ihre eigenen Empfindungen als auch die ihrer Liebhaber einzufangen.

## Bibliographie
- Instructions for Youth: For the Use of those young Noblemen and Gentleman, whose Education was committed to her Care. (1701)
- Meditations on the twentieth and fifth Psalm (1701)
- Meditations upon the seven gifts of the Holy Spirit, mentioned Isaiah XI. 2, 3. As also, meditations upon Jabez his request, … Together with sacramental meditations on the Lords Supper; and prayers, pious reflections and observations. (1702)